# ACOG
ACOG (angleško Advanced Combat Optical Gunsight) je vojaška kratica, ki označuje Izpopolnjen bojni optični namerilnik in je del modifikacijskega programa ameriških oboroženih sil SOPMOD. Proizvaja ga ameriško podjetje Trijicon in ga je razvilo brez vladne podpore kljub očitnemu namenu za vojaško rabo. 
ACOG je izboljšan strelni daljnogled s fiksno povečavo (odvisno od modela: 1,5 - 6×), ki omogoča lažje prepoznavanje in merjenje ciljev do 600 m. Odvisno od modela so uporabljene različne namerilne skale, pri večini pa skala prikazuje točko zadetka za več razdalj straljanja, zaradi česar daljnogleda ni treba ves čas nastreljevati. 
Za uporabo v pogojih slabe vidljivosti in ponoči ima ACOG izvedeno osvetljevanje bistvenega dela skale z radioaktivnim vodikovim izotopom tritijem in zato ne potrebujebaterijskega napajanja. Novejši modeli vsebujejo tudi optično vlakno, ki zajema svetlobo in skrbi za osvetlitev skale podnevi in pa izvedba z baterijskim napajanjem, ki ne vsebuje tritija. Ker ima tritij razpolovno dobo približno 12 let, se v tem času svetilnost zniža na polovico. Odvisno od modela je zato potrebna menjava kapsule s tritijem po 10-15 letih uporabe, ki jo mora opraviti proizvajalec. 
Izdelan je iz aluminija in je vodotesen do globine 11 metrov. Prvotno je bil namenjen namestitvi na jurišno puško M16 in karabinko M4, kasneje je bila z uporabo različnih nosilcev dodana možnost namestitve tudi na druga strelna orožja.